# 羅克蘭 (愛達荷州)
羅克蘭（英語：Rockland）是一個位於美國愛達荷州鮑爾縣的城市。

## 地理
羅克蘭的座標為42°34′24″N 112°52′35″W / 42.57333°N 112.87639°W，而該地的平均海拔高度為1417米（即4549英尺）。

## 人口
根據2010年美國人口普查的數據，羅克蘭的面積為0.73平方千米，當中陸地面積為0.73平方千米，而水域面積為0.00平方千米。當地共有人口295人，而人口密度為每平方千米404.11人。